# Острови Польщі

## Список  островів

### Во́лін
Во́лін (пол. Wolin, нім. Wollin) — острів у Балтійському морі.
Належить до Західнопоморського воєводства, Польща.

### Карсібур
Карсі́бур (пол. Karsibór), (до 1945 року нім. Kaseburg) — острів у північній частині Щецинської затоки Балтійського моря, у Західнопоморському воєводстві у Польщі. На острові знаходиться частина міста Свіноуйсьце.
Площа острова Карсібур становить 14 км². Розташований на південь від острова Волін, від якого його відділяє старе русло (стариця) річки Свіна. Потрапити на острів можна автомобільним П'ястовським мостом.

### Узедом
Узедо́м (Узнам) (нім. Usedom, пол. Uznam) — острів у Балтійському морі. Поділений між Німеччиною та Польщею.
Площа 405 км² (Німеччина 373 км², Польща 72 км²)

### Грабовський
Острів Грабовський (пол. Ostrów Grabowski) - невеликий острів на річці Одра в межах міста Щецін (Польща). Площа острова становить 175 га.

### Великий Кржек
Великий Кржек (пол. Wielki Krzek)  - польський (колись німецький) острів в Щецинській затоці, недалеко від Воліна, в гирлі Свіни, на схід від Карсібору. 